# Franz Leiner
Franz Leiner (* 8. November 1877 in Schillehnen (Ostpreußen); † 1951 in Ritzow) war ein deutscher Wasserbauingenieur und Hochschullehrer.

## Leben
Nach dem Studium ging er in die Bauverwaltung und war als Regierungsbauführer in Tilsit beschäftigt.
1909 wurde er an der Herzoglich Technischen Hochschule Carolo-Wilhelmina in Braunschweig promoviert.
Als Regierungsbaumeister a. D. war er in der Folgezeit 1912 in Pillau und 1913 in Berlin tätig.
1918 habilitierte er an der königlich bayerischen Technischen Hochschule in München.
Von 1919 bis 1925 dozierte er zu wirtschaftlichen Untersuchungen beim Wasserkraftausbau.
Anschließend war er als Zivilingenieur in Stolp-Ritzow in Pommern.